# Ali Bey Mihaloglu
Ali Bey Mihaloglu (1425 – Pleven, 1507) è stato un militare ottomano.

## Biografia
Membro della stirpe dei Mihaloglu, signori della Rumelia e discendenti di Köse Mihal, e fratello di Skender Pasha, Ali Mihaloglu partecipò a tutte le spedizioni transdanubiane del sultano Maometto II. Per quarant'anni, organizzò e diresse le operazioni degli Akindjis sul Danubio, guidando incursioni in Ungheria ed in Valacchia: uno dei suoi più illustri prigionieri fu Mihály Szilágyi (fratellastro di Giovanni Hunyadi), da lui catturato e spedito ad Istanbul per l'impiccagione. Durante la spedizione in Valacchia di Maometto II (1462), fu proprio Ali Mihaloglu a guidare la contro-carica dei Giannizzeri che salvò la vita al sultano durante il famoso Attacco Notturno portato dal voivoda Vlad l'Impalatore al campo ottomano.
Stando al poema Cronaca delle campagne di Mihaloglu Ali bey scritto in suo onore dal poeta Suza Celebi (morto 1524), Ali si sarebbe unito in matrimonio con una cristiana valacca, Maria Craioveștii, figlia di un Ban valacco che gli storici identificano in Neagoe, capostipite della dinastia filo-ottomana dei Craiovești. Ebbero cinque figli, il terzo dei quali era Mehmed Beg Mihaloğlu.
Ali Mihaloglu morì a Pleven. Suo figlio fu Maometto Bey Mihaloglu, altro importante condottiero militare dell'Impero ottomano.